# Betriebshof Varresbeck

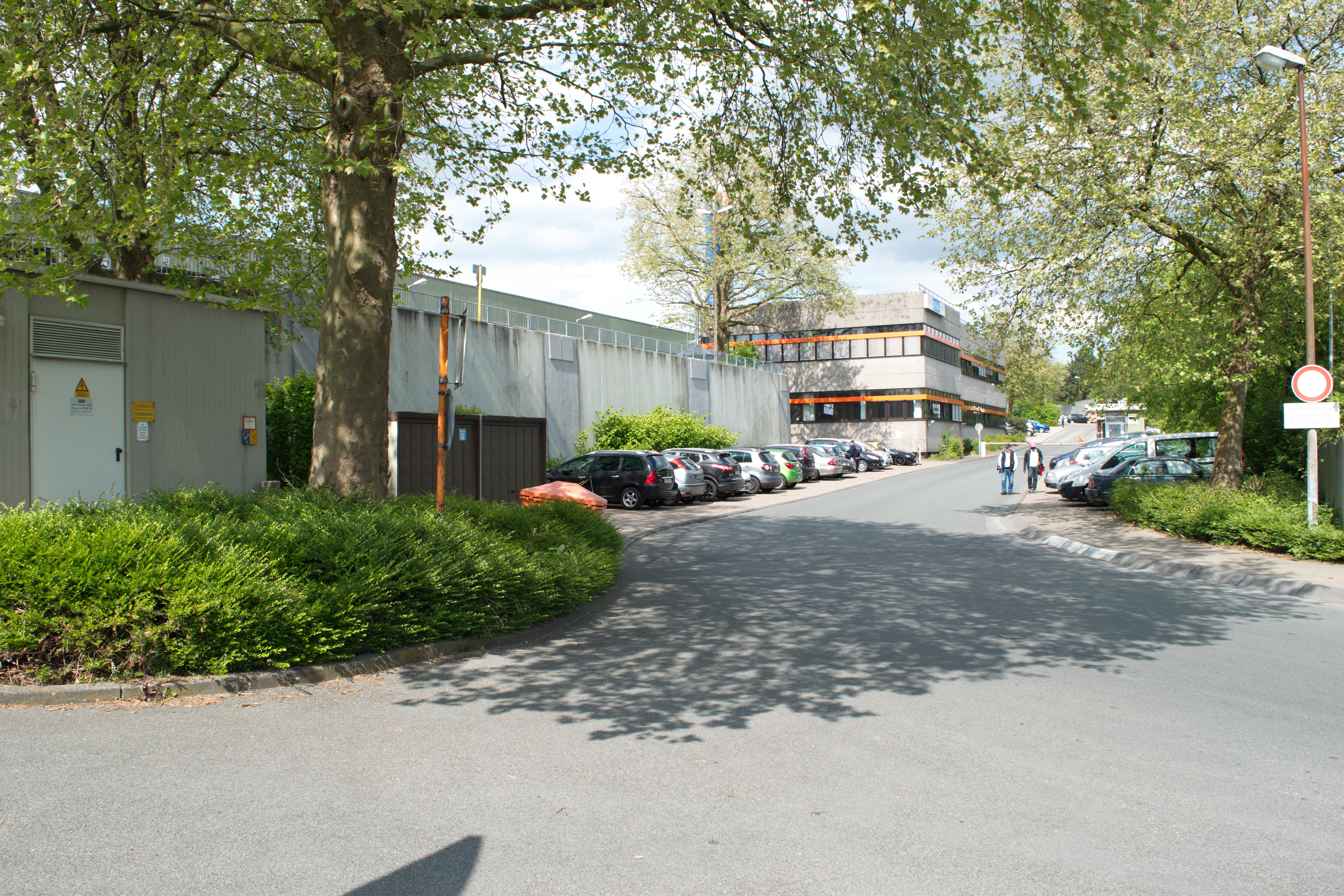
Betriebshof Varresbeck

Der Betriebshof Varresbeck am Deutschen Ring im Wuppertaler Stadtbezirk Elberfeld-West ist einer von zwei Busbetriebshöfen der WSW mobil, einer Teilgesellschaft der WSW Wuppertaler Stadtwerke. Der zweite Betriebshof ist der Betriebshof Nächstebreck im Osten der Stadt.

## Beschreibung
Im Betriebshof Varresbeck wurde am 12. Juni 1977 in Betrieb genommen und bietet Platz für rund 150 Busse der WSW mobil. Zuvor gab es Busdepots in Velbert und Kapellen auf Lichtscheid. Zum Betriebshof, dessen Grundfläche rund 4,2 ha umfasst, gehört eine Buswerkstatt. Als Treibstofflager dienen 4 × 100.000 Tanks für Diesel, die im Boden vor der Werkstatteinfahrt eingelassen wurden.

## Veranstaltungen
Gelegentlich wird der Betriebshof für den Publikumsverkehr an einem Tag der offenen Türe geöffnet. Ungewöhnlich war die Aufführung der Oper „Der Torero oder Liebe im Akkord“ von Adolphe Adam im Februar 2014 der Wuppertaler Bühnen im Rahmen „Oper im Unternehmen“ in den Hallen des Betriebshofs.